# Judiciário da Rússia
O Judiciário da Rússia interpreta e aplica a lei da Rússia. É definido pela Constituição da Rússia e possui uma estrutura hierárquica, com o Tribunal Constitucional e o Supremo Tribunal no ápice, além das cortes regionais e distritais.